# 8231 Тецудзіямада
8231 Тецудзіямада (8231 Tetsujiyamada) — астероїд головного поясу, відкритий 6 жовтня 1997 року.
Тіссеранів параметр щодо Юпітера — 3,302.
Названо на честь Тецудзі Ямади (яп. てつじ・やまだ(山田哲次) тецудзі ямада).